# Condkoi
Condkoi, également typographié Condkoï, est un groupe de punk rock et punk hardcore français, originaire de Luçon, en Vendée. Ses deux chanteurs alternent chantent en français et anglais. Le chanteur Guillaume officie également dans le groupe Opium du peuple avec des musiciens de Dirty Fonzy, Skunk, et Okploïde.

## Biographie
Condkoi est formé en 1996 à Luçon en Vendée et migre sur Toulouse quelque temps plus tard. 
Condkoï commence avec des influences diverses incluant punk, hardcore, et reggae. Leur nom Condkoï signifie « con de flic » en argot, « koï » étant l'abréviation de « coyote ». En 1999, le groupe auto-produit son premier album, Arbhoud. 
Leur premier album est suivi par un deuxième album studio, L'alboume en 2000, au label Dialektik Records. Après près de 300 concerts un peu partout en France et un nouveau batteur, le groupe revient à la fin de 2002 avec un nouvel album studio, intitulé Evilution, au label Skalopards Anonymes. Au début de 2004, à cause de leur nom de groupe, Guillaume et Thomas sont jugés pour injures publiques à l'encontre de la gendarmerie. Reconnus coupables à l'issue de l'audience, ils sont condamnés respectivement à 500€ et 300€ d'amende, et à verser conjointement 1€ de dommages et intérêt au ministère de la Défense, partie civile, ainsi que 400 € de frais de justice.  En 2006, le groupe publie un nouvel album, intitulé Still Ready, sous format digipack.
En 2010, ils sont annoncés en ouverture au Motocultor Fest, mais leur prestation est annulée. En 2012 sort leur album Quinte Flush Royale.

## Membres

### Membres actuels
- GuillOm - chant
- PedrO - chant, percussions
- TOma - guitare
- Fabien - batterie
- (P'tit) D'jer - basse

### Anciens membres
- Batist - batterie (2002-2006)
- Willy - batterie (1995-2002)
- Titus - chant (1995-?)
- Martich - percussions, chant

## Discographie
- 1999 : Arbhoud
- 2000 : L'alboume
- 2002 : Evilution''
- 2006 : Still Ready
- 2008 : Let's Sk8 !
- 2009 : Albi Live... I Can Fly
- 2012 : Quinte Flush Royale